# Fudi de Rodrigues
El fudi de Rodrigues (Foudia flavicans) és un ocell de la família dels ploceids (Ploceidae).

## Hàbitat i distribució
Habita els boscos de l'illa de Rodrigues.